# Autocefalia
Nas Igrejas cristãs hierárquicas, especialmente as ortodoxas orientais e as Ortodoxas, autocefalia (grego: αὐτοκεφαλία, que significa "propriedade de ser autodirigido") é o estado segundo o qual o bispo cabeça de uma Igreja não se reporta a nenhum outro bispo superior que tenha autoridade sobre outras Igrejas, embora que na Igreja Ortodoxa o Patriarca Ecumênico de Constantinopla tem status de primeiro entre os iguais (primus inter pari). Diferencia-se da Igreja Católica, sob a doutrina da primazia papal onde os bispos reportam ao Papa. O status foi comparado com o das Igrejas (províncias) dentro da Comunhão Anglicana.

## Visão geral da autocefalia
Nos primeiros séculos da história da Igreja cristã, o status autocéfalo de uma Igreja local foi promulgado pelos cânones dos concílios ecumênicos. Desenvolveu-se a pentarquia, ou seja, um modelo de organização eclesiástica onde a Igreja universal era governada pelos primazes (patriarcas) das cinco principais sés episcopais do Império Romano: Roma, Constantinopla, Alexandria, Antioquia e Jerusalém. A posição independente (autocéfala) da Igreja de Chipre pelo antigo costume foi reconhecida contra as reivindicações do Patriarca de Antioquia, no Concílio de Éfeso (431); não está claro se a Igreja de Chipre sempre foi independente ou se já fez parte da Igreja de Antioquia. Quando o Patriarca de Antioquia afirmou que a Igreja de Chipre estava sob sua jurisdição, o clero cipriota denunciou isso perante o Concílio de Éfeso. O Concílio ratificou a autocefalia da Igreja de Chipre por uma resolução que declara condicionalmente: "Se, como é afirmado em memoriais e oralmente pelos religiosos que compareceram ao Concílio - não foi um costume antigo contínuo para o bispo de Antioquia para realizar ordenações em Chipre, - os prelados de Chipre gozarão, livres de molestamento e violência, do direito de realizar por si mesmos a ordenação de bispos [para sua ilha]". Após o Concílio de Éfeso, a Igreja de Antioquia nunca afirmou que Chipre estava sob sua jurisdição. A Igreja de Chipre desde então tem sido governada pelo Arcebispo de Chipre, que não está sujeito a nenhuma autoridade eclesiástica superior.

## Autocefalia na Igreja Ortodoxa
Na Igreja Ortodoxa, o direito de conceder autocefalia é hoje uma questão contestada, sendo os principais oponentes na disputa o Patriarcado de Constantinopla, que reivindica esse direito como sua prerrogativa, e a Igreja Ortodoxa Russa (Patriarcado de Moscou), que insiste que uma jurisdição autocéfala tem o direito de conceder independência a um de seus componentes. Assim, a Igreja Ortodoxa na América recebeu autocefalia em 1970 pelo Patriarcado de Moscou, mas esse novo status não foi reconhecido pela maioria dos patriarcados. Na era moderna, a questão da autocefalia esteve intimamente ligada à questão da autodeterminação e independência política de uma nação; a autoproclamação da autocefalia era normalmente seguida por um longo período de não reconhecimento e cisma com a Igreja mãe.

### Precedentes históricos da Era Moderna
Após o estabelecimento de uma Grécia independente em 1832, o Governo grego em 1833 proclamou unilateralmente a Igreja Ortodoxa no reino (até então sob a jurisdição do Patriarcado Ecumênico) como autocéfala. Mas só em Junho de 1850 é que a Igreja Matriz, sob o Patriarca Ântimo IV, reconheceu este estatuto.
Em maio de 1872, o Exarcado Búlgaro, estabelecido pelo Governo otomano dois anos antes, rompeu com o Patriarcado de Constantinopla, após o início da luta popular pela autodeterminação nacional. A Igreja búlgara foi reconhecida em 1945 como um patriarcado autocéfalo, após o fim da Segunda Guerra Mundial e após décadas de cisma. Naquela época, a Bulgária era governada pelo partido comunista e estava por trás da "Cortina de Ferro" da União Soviética.
Após o Congresso de Berlim (1878), que estabeleceu a independência política da Sérvia, a independência eclesiástica plena para a Metrópole de Belgrado foi negociada e reconhecida pelo Patriarcado Ecumênico em 1879. Além disso, no curso da revolução de 1848, após a proclamação da Voivodina Sérvia (Ducado Sérvio) dentro do Império Austríaco em maio de 1848, o Patriarcado autocéfalo de Karlovci foi instituído pelo governo austríaco. Foi abolido em 1920, logo após a dissolução da Áustria-Hungria em 1918 após a Grande Guerra. A Voivodina foi então incorporada ao Reino dos Sérvios, Croatas e Eslovenos. O Patriarcado de Karlovci foi fundido na recém-unida Igreja Ortodoxa Sérvia sob o Patriarca Dimitrije que residia em Belgrado, a capital do novo país que compreendia todas as terras povoadas por sérvios. A Igreja Sérvia unida também incorporou a Igreja até então autônoma em Montenegro, cuja independência havia sido formalmente abolida pelo decreto do Regente Alexandre em junho de 1920.
O status autocéfalo da Igreja romena, legalmente mandatado pelas autoridades locais em 1865, foi reconhecido pelo Patriarcado Ecumênico em 1885, após o reconhecimento internacional da independência dos Principados Unidos da Valáquia e Moldávia (mais tarde Reino da Romênia) em 1878.
No final de março de 1917, após a abdicação do Czar russo Nicolau II no início daquele mês e o estabelecimento do Comitê Transcaucasiano Especial, os bispos da Igreja Ortodoxa Russa na Geórgia, então dentro do Império Russo, proclamaram unilateralmente a independência da Igreja Ortodoxa Georgiana. Isso não foi reconhecido pelo Patriarcado de Moscou até 1943, nem pelo Patriarcado Ecumênico até 1990.
Em setembro de 1922, clérigos ortodoxos albaneses e leigos proclamaram a autocefalia da Igreja da Albânia no Grande Congresso em Berat. A Igreja foi reconhecida pelo Patriarca Ecumênico de Constantinopla em 1937.
O Patriarcado de Quieve independente foi proclamado em 1992, logo após a proclamação da independência da Ucrânia e a dissolução da URSS em 1991. O Patriarcado de Moscou o condenou como cismático, pois reivindica jurisdição sobre a Ucrânia. Algumas Igrejas ortodoxas ainda não reconheceram a Ucrânia como autocéfala. Em 2018, o problema da autocefalia na Ucrânia tornou-se uma questão ferozmente contestada e parte do confronto geopolítico geral entre a Rússia e a Ucrânia, bem como entre o Patriarcado de Moscou e o Patriarcado Ecumênico de Constantinopla.
Uma situação semelhante persiste na Macedônia do Norte, onde a Igreja Ortodoxa Macedônia – Arcebispado de Ocrida permanece canonicamente não reconhecida desde 1967, quando se separou da Igreja Sérvia e proclamou a autocefalia. A Igreja Sérvia ainda mantém um Arcebispado Ortodoxo autônomo de Ocrida na Macedônia do Norte, que é reconhecido por todas as outras Igrejas ortodoxas como a Igreja local canônica do país.

## Autonomia
Na Igreja Ortodoxa, autonomia denota um tipo de autogoverno limitado de uma Igreja que ainda depende em alguns graus de sua Igreja mãe. Uma Igreja autônoma tem seu bispo de mais alto escalão, como um arcebispo ou metropolita, aprovado (ou ordenado) pelo primaz da Igreja mãe, mas é autogovernada em alguns aspectos; os aspectos sobre os quais a igreja autônoma é autogovernada dependem da decisão da Igreja mãe.
Na Igreja Apostólica Armênia, existe um conceito semelhante. Nesta Igreja, um Patriarcado é "uma Sé hierárquica sujeita ao Catolicato de Todos os Armênios, mas com autonomia local". A Igreja Armênia tem dois Patriarcados em Jerusalém e Constantinopla.
Kephale ( κεφαλή ) significa "cabeça" em grego, enquanto nomos ( νόμος ) significa "lei";  portanto, autocéfalo (αὐτοκέφαλος) denota autodirigido, ou uma "cabeça em si mesma", e autônomo denota "auto-legislado".

## Igrejas Ortodoxas Autocéfalas e Autônomas

Diagrama com a organização da Igreja Ortodoxa a partir de 2020